# Ламбрехт, Бьорг
Бьорг Ламбрехт (нидерл. Bjorg Lambrecht; 2 апреля 1997, Гент, Фламандский регион — 5 августа 2019, Рыбник, Польша) — бельгийский профессиональный шоссейный велогонщик, начиная с 2018 года выступавший за команду мирового тура «Lotto Soudal».
5 августа 2019 после падения на 3-м этапе Тура Польши скончался в больнице не приходя в сознание.

## Достижения

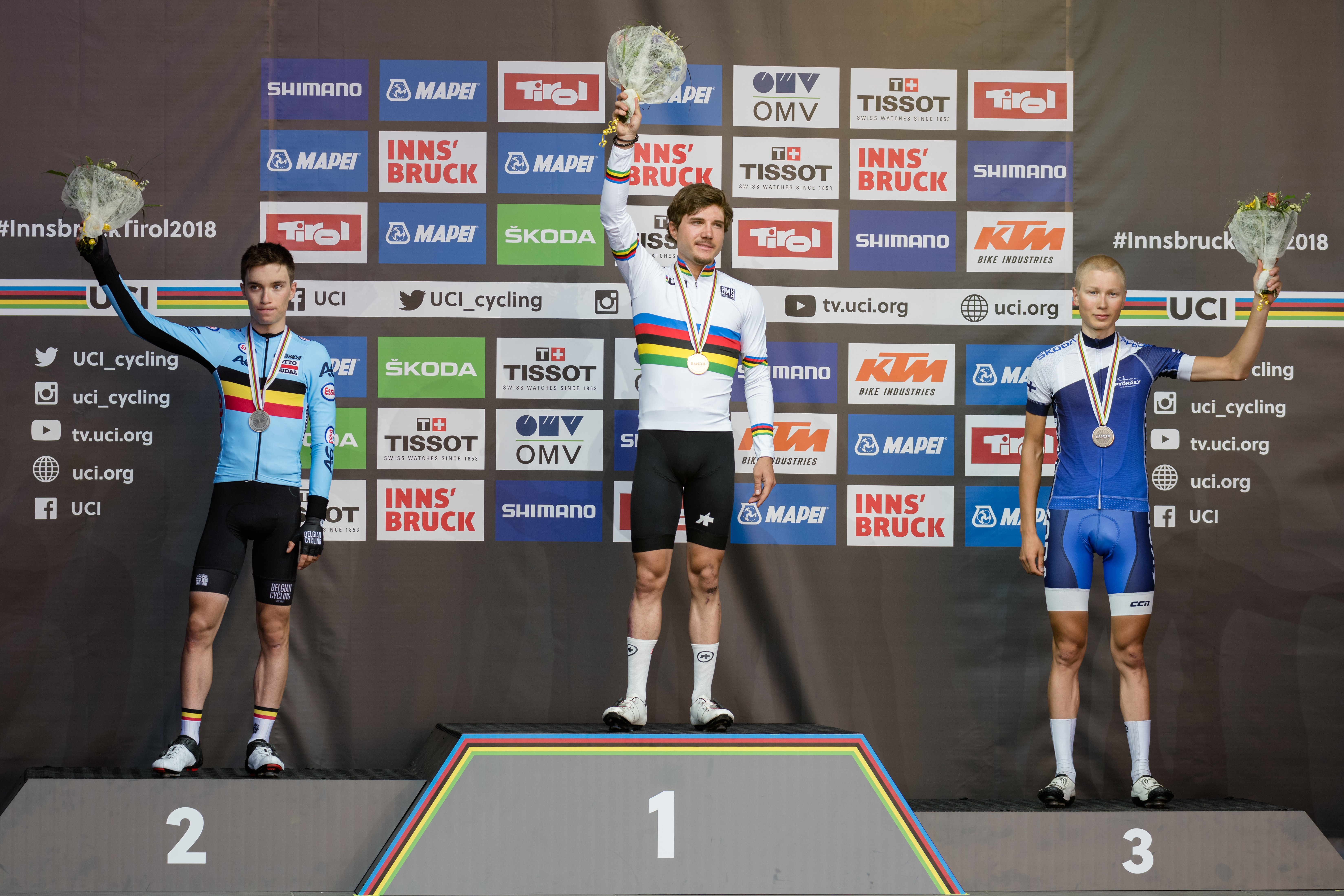
Бьорг Ламбрехт (первый слева) на подиуме Чемпионата мира в групповой гонке среди андеров (2018)

2015
1-й  — Чемпион Бельгии в групповой гонке (юниоры)
3-й — Гран-при Генерала Паттона — ГК (юниоры)
1-й  — ГрК
4-й — Трофей Карлсберга — ГК (юниоры)
2016
1-й  — Ронд де л’Изард — ГК
1-й  — ОК
1-й  — МК
1-й  — ГрК
1-й — этап 1
2-й — Чемпионат Европы — Групповая гонка (U-23)
3-й — Пикколо Джиро ди Ломбардия (U-23)
4-й — Флеш Арденны
4-й — Велогонка Мира (U-23)
1-й — этап 3
10-й — Тур де Савойя Монблан — ГК
10-й — Джиро делла Валле д'Аоста — ГК
2017
1-й  — Гран-при Присница — ГК
1-й  — ОК
1-й — этап 2
1-й — Льеж — Бастонь — Льеж U23
2-й — Джиро делла Валле д'Аоста — ГК
1-й  — ОК
2-й — Ронд де л’Изард — ГК
1-й — этап 3
2-й — Тур де Савойя Монблан — ГК
2-й — Тур де л'Авенир — ГК
5-й — Флеш Арденны
8-й — Тур дю Юра — ГК
1-й  — МК
10-й — Circuit des Ardennes — ГК
2018
2-й  Чемпионат мира — Групповая гонка U23
2-й — Тур Фьордов — ГК
1-й  — МК
1-й — этап 3
2019
1-й  Критериум Дофине — МК
4-й — Флеш Валонь
5-й — Брабантсе Пейл
6-й — Амстел Голд Рейс
| ГК  | Генеральная классификация |
| ОК  | Очковая классификация     |
| МК  | Молодёжная классификация  |
| ГрК | Горная классификация      |